# Parcul de agrement Tătărași din Suceava

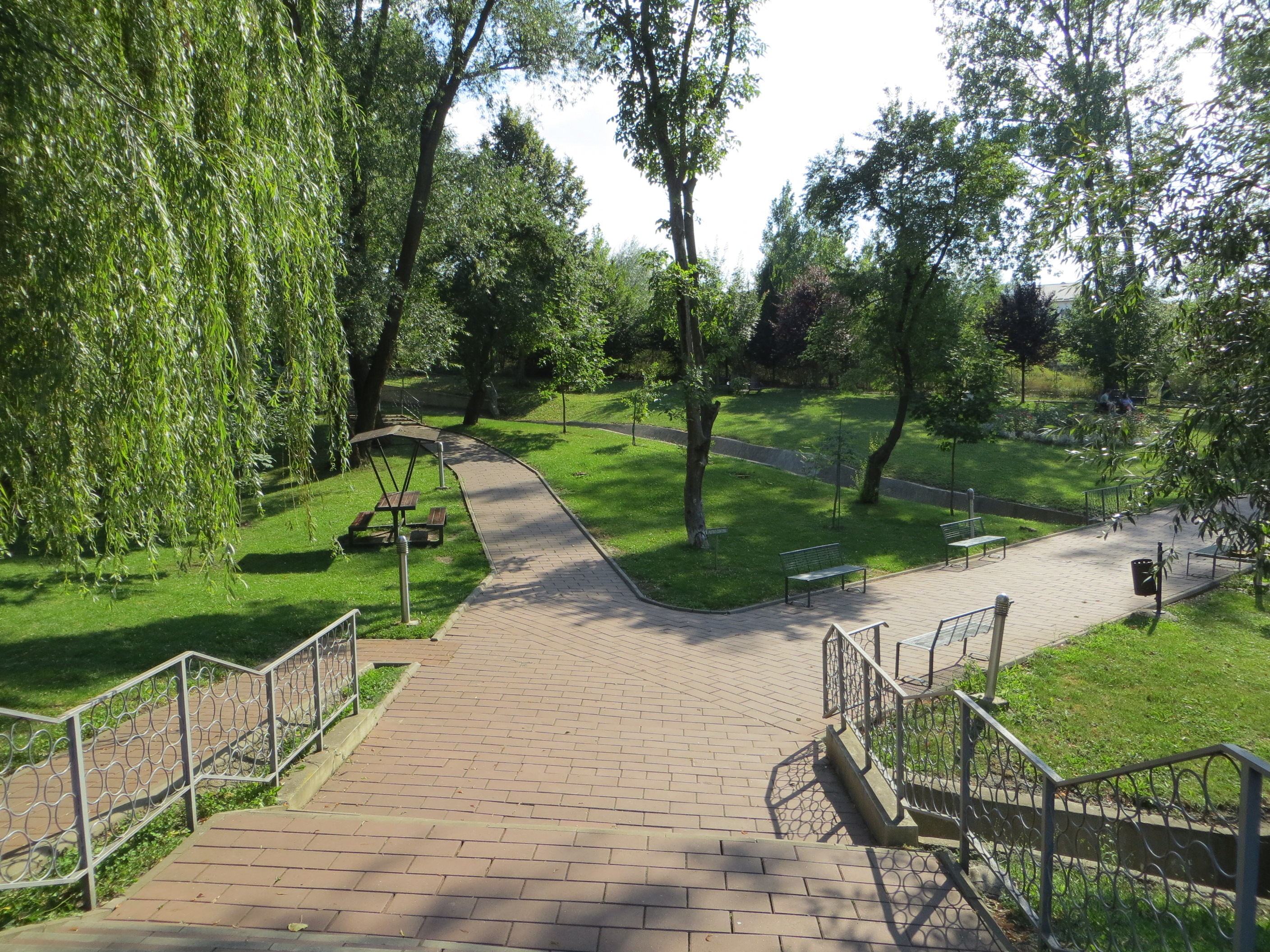
Parcul de agrement Tătărași din Suceava

Parcul de agrement Tătărași (cunoscut și ca Zona de agrement Tătărași) este un parc amenajat la periferia municipiului Suceava, la ieșirea din oraș către Ipotești. El se află la baza dealului cu același nume și a fost inaugurat în anul 2018.

## Inaugurare
Parcul de agrement Tătărași este deschis publicului la data de 13 aprilie 2018, în ziua în care creștinii ortodocși sărbătoresc Izvorul Tămăduirii. Inaugurarea s-a făcut pe acordurile muzicii interpretate de fanfara Primăriei Suceava, în prezența președintelui Consiliului Județean Suceava, Gheorghe Flutur, a primarului Ion Lungu și a câtorva oficialități locale. Înainte de inaugurarea oficială, un sobor de preoți, în frunte cu Viorel Ioan Vârlan de la Biserica Nașterea Maicii Domnului–In Memoriam, a oficiat o slujbă de sfințire. Investiția municipalității pentru amenajarea acestui spațiu verde s-a ridicat la peste 6 milioane de lei, lucrările durând aproape doi ani și fiind executate de către firma Victor Construct din Botoșani.

## Facilități
Zona de agrement Tătărași se întinde pe 7,5 hectare de teren situat la baza dealului cu același nume, la limita sud-estică a Sucevei, în apropiere de ieșirea din oraș către satul Ipotești. Accesul se realizează pe lângă fosta uzină electrică, prin intermediul străzilor Brădetului și Roma. Întregul spațiu a fost amenajat în jurul a două iazuri ce ocupă împreună un hectar din suprafața parcului. Au fost construite terenuri de sport, de minigolf, locuri de joacă pentru copii, un debarcader cu bărci și hidrobiciclete, un foișor muzical, o fântână arteziană, clădiri administrative, o cafenea, un punct medical de prim ajutor și au fost plantați arbuști ornamentali.
După inaugurare, autoritățile locale aveau în plan amenajarea unor sisteme de tiroliană și escaladă pentru copii și separat pentru adulți, instalarea de cișmele cuplate cu sisteme de udare a spațiilor verzi, extinderea sistemului de alei de pavele și piatră către noile obiective, crearea unei piste de bowling, montarea de balustrade de protecție în zona de drum a lacului superior și plantarea unor specii de foioase și arbuști în zonele deficitare. Ulterior, o alunecare de teren a afectat o porțiune a parcului, motiv pentru care au fost efectuate o serie de lucrări de reparații, iar foișorul a fost mutat lângă intrare.
Pe 18 iulie 2020, în incinta Parcului Tătărași este pusă în scenă prima producție în aer liber a Teatrului Municipal „Matei Vișniec” – Tragicomedia lui Don Cristóbal și a Rositei de Federico García Lorca, în regia lui Zalán Zakariás.
Zona de agrement Tătărași reprezintă primul spațiu de acest fel din Suceava. În septembrie 2021 este deschisă a doua zonă de agrement a orașului, situată în lunca râului Suceava. Aceasta se întinde pe o suprafață de 15 hectare, pe care s-au amenajat spații verzi, alei pietonale, piste pentru bicicliști, terenuri de tenis și volei, o platformă de fitness și alta pentru evenimente culturale, a fost montat mobilier urban și au fost instalate sisteme de irigație și de iluminat.